# Dauphins de Créteil
El Dauphins de Créteil es un club acuático francés con sede en la villa de Créteil.
En el club se practican los deportes waterpolo y natación.

## Historia
El equipo femenino de waterpolo ha ganado la liga francesa 8 veces consecutivas desde 1986.

## Palmarés
- 8 veces campeón de la liga de Francia de waterpolo femenino (1986-1993)